# Elektorzy Rzeszy

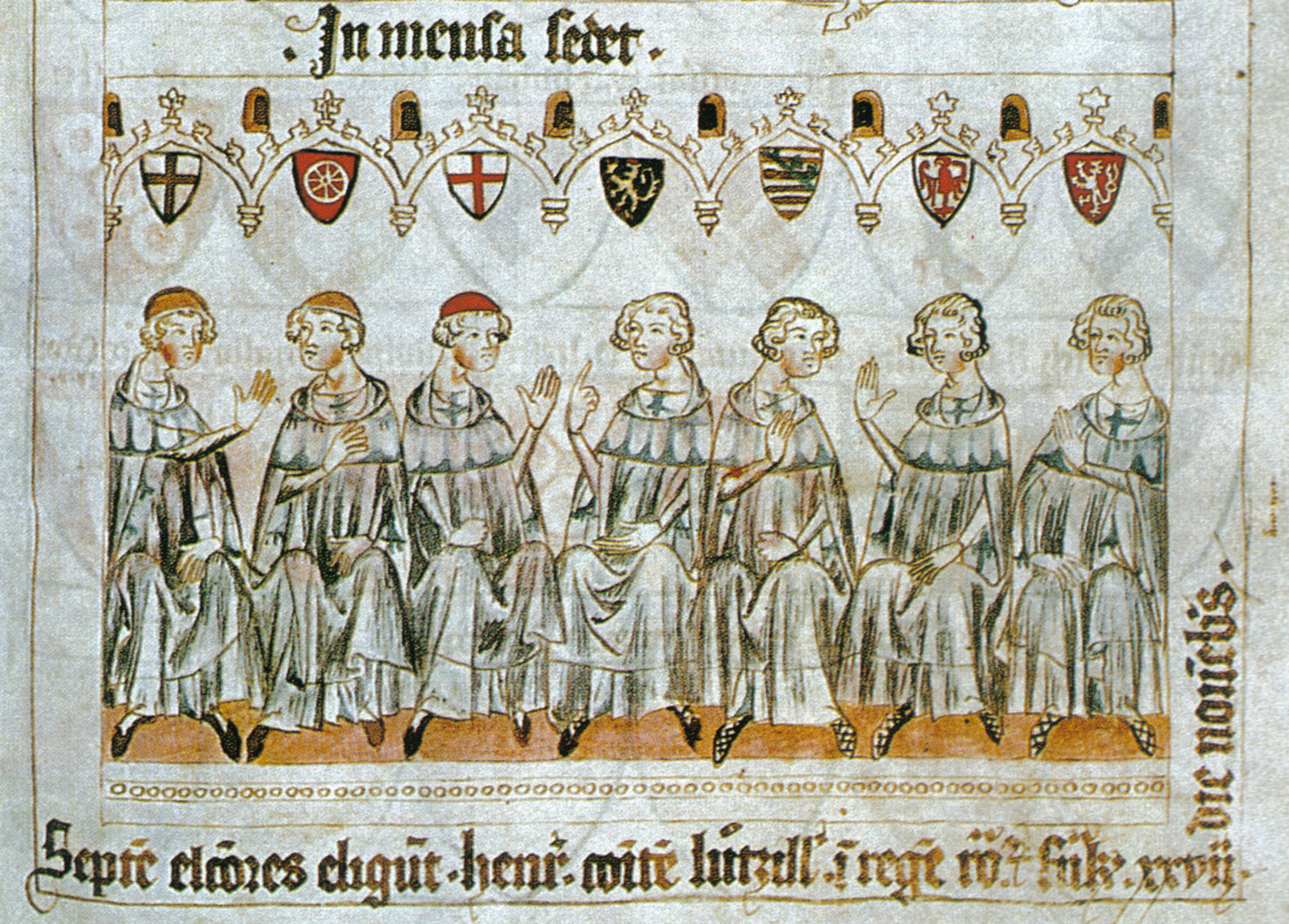
Siedmiu Elektorów Rzeszy wg miniatury z Kodeksu Baldwina. Od lewej elektorzy duchowni: abpi Kolonii, Moguncji i Trewiru oraz świeccy: Palatynatu, Saksonii, Brandenburgii i Czech

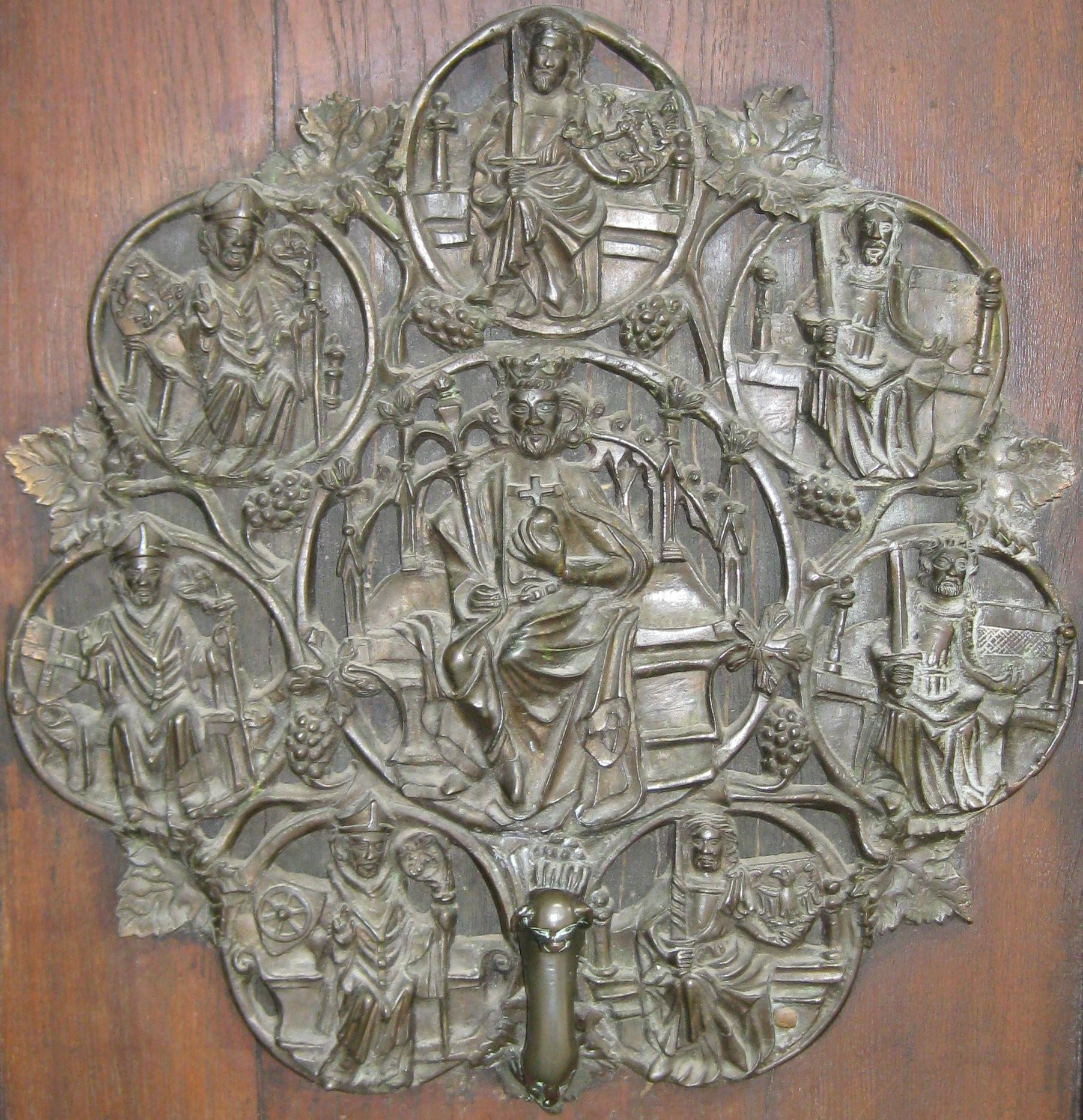
Cesarz w otoczeniu elektorów Rzeszy

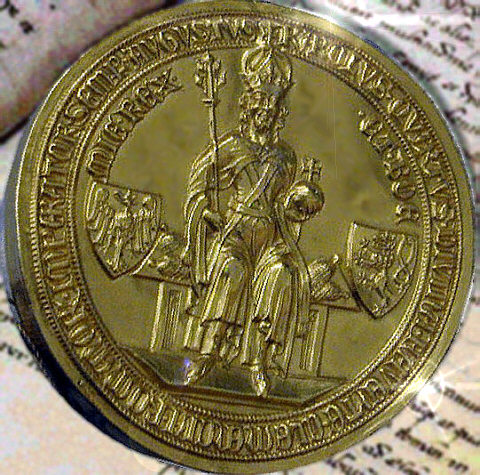
Pieczęć Złotej Bulli z 1356, z cesarzem Karolem IV

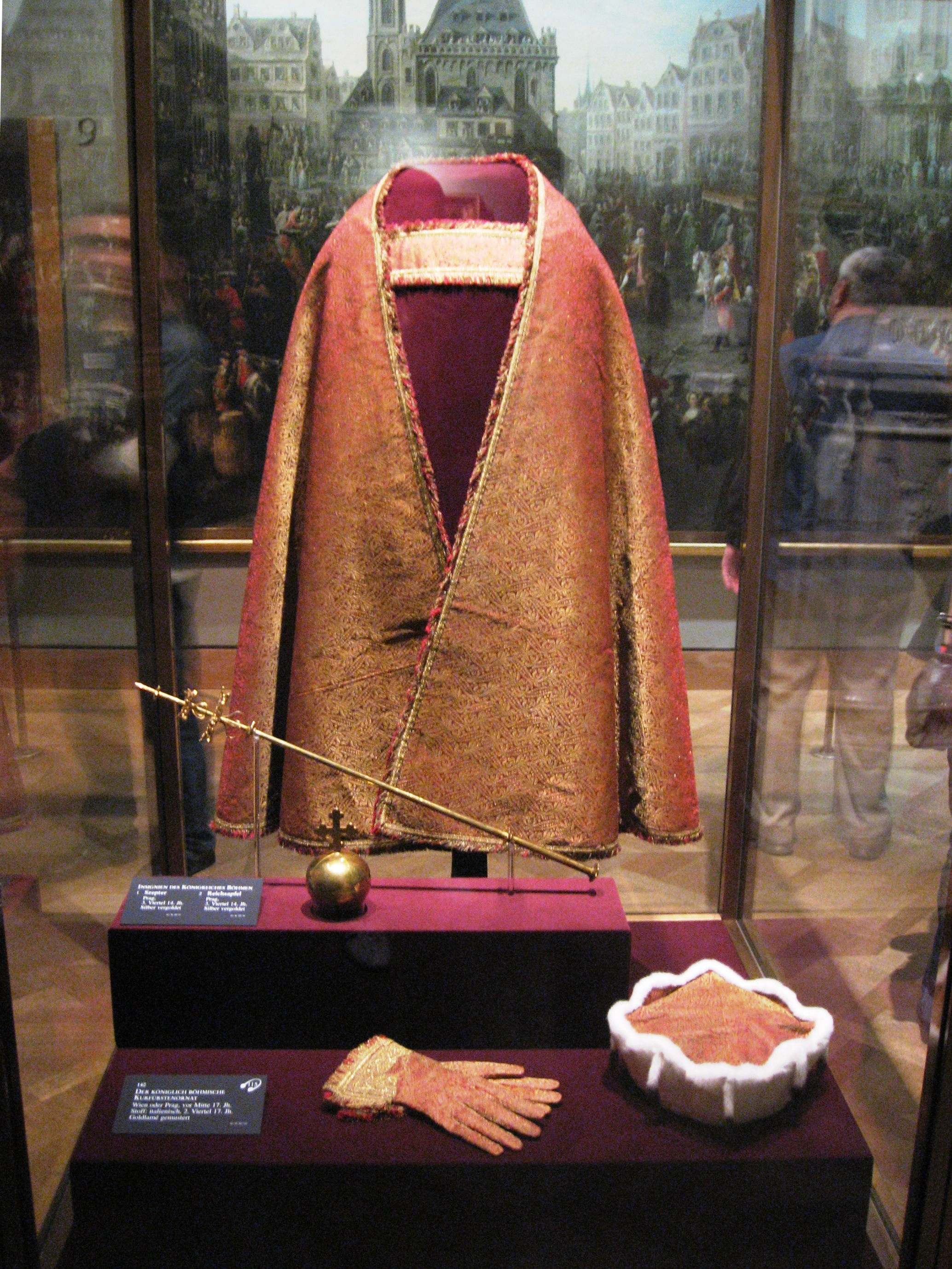
Strój i insygnia elektorskie z XVII w. w wiedeńskim Hofburgu

Elektorzy Rzeszy, Książęta Elektorzy Świętego Cesarstwa Rzymskiego (łac. electores – wyborcy; niem. Kurfürsten – od staroniemieckiego słowa kuri – wybór) – książęta Rzeszy uprawnieni do udziału w elekcji cesarskiej, podczas której wybierano cesarza rzymskiego. Każdy elektor stał na czele feudalnego państwa – elektoratu.

## Historia
Początkowo, we wczesnym średniowieczu, króla niemieckiego miał wybierać lud, czyli plemiona germańskie. Jednak w rzeczywistości wiec ludowy kierował się sugestiami książąt plemiennych i dygnitarzy cieszących się autorytetem, stąd szybko elekcje zamieniły się w zjazdy książąt. W XII – XIII w. decydowali już tylko książęta o największym prestiżu, a pozostali zatwierdzali ich uchwały automatycznie i stało się to swoistym precedensem.
Z czasem skład kolegium elektorskiego uległ formalizacji. Już w 1212 cesarz Fryderyk II Hohenstauf potwierdził uprawnienia elektorskie królów Czech (König von Böhmen), choć później były one jeszcze czasem kwestionowane. Po zamieszaniu wokół wyboru następcy cesarza Henryka VI (1190–1197) papież Innocenty III rozstrzygnął w 1198, że do ważnego wyboru monarchy konieczne są głosy trzech nadreńskich arcybiskupów z byłych terenów frankijskich (Moguncja, Trewir, Kolonia) oraz hrabiego palatyna nadreńskiego (Pfalzgraf bei Rhein). Do nich doszli po 1220: książę saksoński (Herzog von Sachsen), margrabia brandenburski (Markgraf von Brandenburg) i, odtąd na stałe, król czeski. Prawdopodobnie w 1257 (w okresie Wielkiego Bezkrólewia) sformowało się kolegium elektorów w stale powtarzanym składzie.
Podczas obrad zjazdu w Rhense w 1338 elektorzy ogłosili, że mają pełne i wyłączne prawo do wyboru króla, niezależne od innych monarchów czy papieża.
Instytucja elektora została utworzona formalnie w 1356 na mocy Złotej Bulli, wystawionej przez cesarza Karola IV, a regulującej sporne kwestie ustroju politycznego Niemiec, w tym zasad wyboru cesarza. Jej wydanie złagodziło każdorazowe wstrząsy towarzyszące wyborowi nowego króla niemieckiego. W praktyce Bulla potwierdzała istniejący od stu lat precedens.
Elekcji króla dokonywano większością głosów we Frankfurcie nad Menem i koronowano (przynajmniej do końca średniowiecza) w Akwizgranie. Elektorzy układali tekst kapitulacji wyborczej, czyli zbioru warunków, które musiał zaakceptować elekt.
Złota Bulla nadawała księstwom elektorskim i ich władcom liczne przywileje. Jednym z ważniejszych była ordynacja ich dóbr, co stanowiło o niepodzielności krajów elektorskich, a zapobiegało ich rozdrabnianiu (a w konsekwencji osłabianiu) i zwiększaniu liczby elektorów. Księstwom elektorskim nadano autonomię prawno-sądowniczą – ich poddani nie mogli odwoływać się od decyzji swoich książąt do cesarza i urzędów cesarskich. Elektorowie uzyskali też prawo majestatu – traktowano ich jak osoby rangi królewskiej. Elektorzy tworzyli odrębną kurię Sejmu Rzeszy, mogli zbierać się z własnej inicjatywy (Sejm jako całość tylko z woli cesarza) i zgłaszać projekty ustaw podczas obrad Sejmu (poza nimi mógł to czynić wyłącznie cesarz). Cesarz musiał też konsultować z elektorami ważniejsze decyzje, w tym dotyczące ich kolegium. Przywileje te miały na celu zabezpieczenie elektorów przed ewentualnymi naciskami ze strony panującego cesarza w sprawie elekcji jego następcy, w praktyce dawały im dużą samodzielność i osłabiały przez to polityczną spójność Rzeszy Niemieckiej.
W siedemnastym stuleciu do kolegium włączeni zostali: książę bawarski (Herzog von Bayern) oraz książę brunszwicko-lüneburski (Herzog von Braunschweig-Lüneburg).
W 1711 cesarz Karol VI Habsburg w swojej kapitulacji wyborczej musiał dać elektorom prawo do przeprowadzania elekcji następcy za życia aktualnego cesarza (elekcja łac. vivente imperatore), ale bez konsultacji z nim.

## Elektorzy
Początkowo, zgodnie z ustaleniami Złotej Bulli Karola IV, w kolegium elektorskim zasiadali trzej duchowni:
- arcybiskup Moguncji, jednocześnie nominalny arcykanclerz Rzeszy;
- arcybiskup Kolonii, arcykanclerz Włoch;
- arcybiskup Trewiru, arcykanclerz Burgundii;

oraz czterej elektorzy świeccy:
- król czeski, arcypodczaszy Rzeszy;
- hrabia palatyn Palatynatu Reńskiego, arcystolnik Rzeszy;
- książę saski, arcymarszałek Rzeszy;
- margrabia brandenburski, arcykomornik Rzeszy;

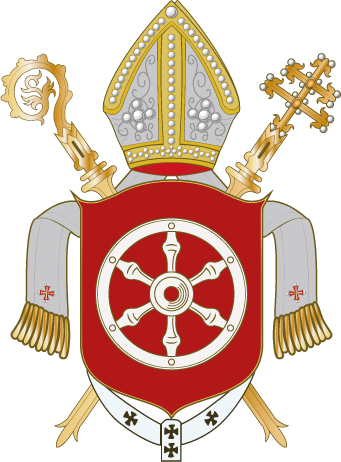
Herb Arcybiskupstwa Moguncji
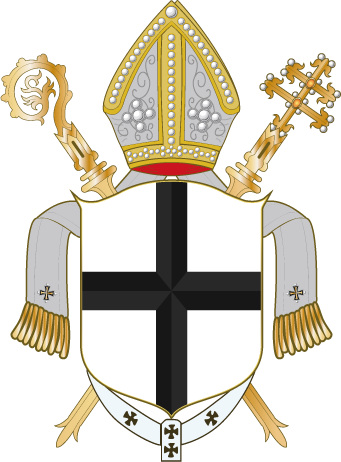
Herb Elektoratu Kolonii
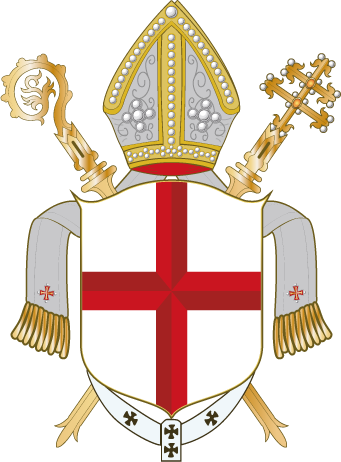
Herb Elektoratu Trewiru
Herb Czech
Herb Palatynatu
Herb Saksonii
Herb Brandenburgii

W przypadku popełnienia przez jakiegoś elektora zbrodni felonii (zdrady), cesarz mógł przenieść jego godność na inny ród. Ponieważ w przypadku elektorów świeckich godności były silnie związane ze sprawującymi je tradycyjnie (a więc w praktyce dziedzicznie) rodami, najchętniej widziano przeniesienie na krewnego poprzedniego elektora. Na mocy Złotej Bulli cesarz mógł także, za zgodą pozostałych elektorów, tworzyć nowe elektoraty. Niemal zawsze piastujący godność cesarską Habsburgowie wykorzystywali tę możliwość do usuwania swoich politycznych przeciwników z wpływowego grona elektorskiego. Przypadki zmian w kurii miały miejsce kilkakrotnie:
- W 1547 cesarz Karol V Habsburg pokonał koalicję książąt protestanckich w bitwie pod Mühlbergiem i pozbawił Jana Fryderyka z ernestyńskiej linii Wettynów godności elektorskiej oraz księstwa sasko-wittenberskiego. Przeniósł je na Maurycego z linii albertyńskiej.
- W 1622 wojska cesarza Ferdynanda II pokonały siły książąt protestanckich w bitwie pod Höchst. W jej następstwie w 1623 cesarz odebrał godność elektorską i Palatynat zbuntowanemu Fryderykowi V z dynastii Wittelsbachów i przekazał ją władcy Bawarii Maksymilianowi I reprezentującemu inną linię tego samego rodu. W ten sposób do kurii elektorskiej weszli książęta Bawarii.
- W 1648 pokój westfalski zakończył wojnę trzydziestoletnią. Na mocy jego postanowień cesarz Ferdynand III Habsburg zgodził się zwrócić Palatynat Reński i godność elektorską synowi Fryderyka V, Karolowi I Ludwikowi. Książę bawarski zatrzymał jednak status elektorski i tytuł arcystolnika. Dlatego palatyn uzyskał tytuł arcyskarbnika Rzeszy, a liczebność kurii elektorskiej wzrosła do ośmiu.
- W 1692 cesarz Leopold I Habsburg obdarzył godnością elektorską i tytułem arcychorążego Rzeszy księcia Hanoweru (Brunszwiku-Lüneburga) Ernesta Augusta z rodu Welfów. Sejm Rzeszy potwierdził oficjalnie tytuł hanowerski w 1708 roku. Liczebność kurii wzrosła tym samym do dziewięciu.
- W 1708 podczas wojny o sukcesję hiszpańską cesarz Józef I Habsburg odebrał godność elektorską księciu Bawarii Maksymilianowi II Emanuelowi. Elektor Palatynatu otrzymał na nowo tytuł arcycześnika, a tytuł arcyskarbnika został przekazany elektorowi Hanoweru Ernestowi Augustowi.
- Zgodnie z warunkami pokoju w Rastatt w 1714 cesarz Karol VI Habsburg przywrócił godność elektorską władcy Bawarii. Bawaria zatrzymuje tytuł arcycześnika, Palatynat arcyskarbnika, a Hanower arcychorążego.
- W 1777 zmarł bezdzietnie elektor bawarski Maksymilian III Józef, a Bawarię zajął palatyn reński Karol IV Teodor. Cesarz Józef II Habsburg dążył do zajęcia Bawarii dla siebie, co wywołało bawarską wojnę sukcesyjną. Na mocy pokoju w Cieszynie w 1779 utrzymano unię palatynacko-bawarską. Liczebność kurii spadła znów do ośmiu członków (podwójny głos jednego elektora był nie do pomyślenia).
- Po klęsce cesarza Franciszka II w walce z Francją pod Hohenlinden (1800 r.) państwa niemieckie weszły w orbitę wpływów Napoleona Bonaparte. W 1803 Sejm Rzeszy podjął reformy zgodne z zamysłami tego ostatniego. Zlikwidowano elektoraty koloński i trewirski (księstwa arcybiskupie zostały zsekularyzowane). Nowe godności elektorskie nadano księciu Wirtembergii Fryderykowi II, margrabiemu Badenii Karolowi Fryderykowi, landgrafowi Hesji-Kassel Wilhelmowi IX i wielkiemu księciu Salzburga Ferdynandowi I.
- W 1805 Napoleon pokonał Austriaków i Rosjan pod Austerlitz. Na mocy pokoju w Preszburgu cesarz Franciszek II musiał odstąpić liczne terytoria Francji i Bawarii, ale otrzymał Salzburg. Ferdynand I otrzymał Wielkie Księstwo Würzburga i zachował tytuł elektorski.

W 1806 większość książąt niemieckich zawiązała Związek Reński i poddała się protektoratowi Napoleona, ogłaszając jednocześnie secesję (wyjście) ze Świętego Cesarstwa Rzymskiego. Po tym fakcie, wskutek nacisków Francji, cesarz Franciszek II rozwiązał Cesarstwo, a tytuły elektorskie straciły znaczenie.
Niektórzy elektorzy nie pogodzili się z upadkiem Rzeszy i nadal używali tytułów elektorskich (władcy Hesji aż do 1866). Ostatni czterej wyznaczeni elektorzy nie zdążyli nigdy wziąć udziału w wyborach.

## Urzędy elektorskie
Elektorzy Rzeszy zajmowali wysokie urzędy w Rzeszy (Reichserzämter). Ponadto formalnie stawali się członkami cesarskiej rodziny królewskiej. Tabele przedstawiają urzędy sprawowane przez elektorów.

### Elektorzy duchowni
| Herb | Świecki tytuł          | niem.                                        | łac.                            | Elektor             | Państwo                 |
| ---- | ---------------------- | -------------------------------------------- | ------------------------------- | ------------------- | ----------------------- |
|      | Arcykanclerz Niemiec   | Erzkanzler für Deutschland, Reichserzkanzler | Archicancellarius per Germaniam | arcybiskup Moguncji | Arcybiskupstwo Moguncji |
|      | Arcykanclerz Włoch     | Erzkanzler für Reichsitalien                 | Archicancellarius per Italiam   | arcybiskup Kolonii  | Arcybiskupstwo Kolonii  |
|      | Arcykanclerz Burgundii | Erzkanzler für Burgund                       | Archicancellarius per Galliam   | arcybiskup Trewiru  | Arcybiskupstwo Trewiru  |

### Elektorzy świeccy
| Herb                                    | Świecki tytuł        | niem.            | łac.              | Elektor                                    | Państwo                 |
| --------------------------------------- | -------------------- | ---------------- | ----------------- | ------------------------------------------ | ----------------------- |
|                                         | Arcypodczaszy Rzeszy | Erzmundschenk    | Archipincerna     | Król Czech                                 | Królestwo Czech         |
|                                         | Arcystolnik Rzeszy   | Erztruchseß      | Archidapifer      | Elektor Palatynatu Reńskiego do 1623       | Elektorat Palatynatu    |
| Elektor Bawarii, 1623–1706              | Arcystolnik Rzeszy   | Erztruchseß      | Archidapifer      | Elektorat Bawarii                          |                         |
| Elektor Palatynatu Reńskiego, 1706–1714 | Arcystolnik Rzeszy   | Erztruchseß      | Archidapifer      | Elektorat Palatynatu                       |                         |
| Elektor Bawarii, 1714–1806              | Arcystolnik Rzeszy   | Erztruchseß      | Archidapifer      | Elektorat Bawarii                          |                         |
|                                         | Arcymarszałek Rzeszy | Erzmarschall     | Archimarescallus  | Elektor Saksonii                           | Elektorat Saksonii      |
|                                         | Arcykomornik Rzeszy  | Erzkämmerer      | Archicamerarius   | Elektor Brandenburgii                      | Elektorat Brandenburgii |
|                                         | Arcyskarbnik Rzeszy  | Erzschatzmeister | Archithesaurarius | Elektor Palatynatu Reńskiego, 1648–1706    | Elektorat Palatynatu    |
| Elektor Hanoweru, 1710–1714             | Arcyskarbnik Rzeszy  | Erzschatzmeister | Archithesaurarius | Elektorat Hanoweru                         |                         |
| Elektor Palatynatu Reńskiego, 1714–1777 | Arcyskarbnik Rzeszy  | Erzschatzmeister | Archithesaurarius | Elektorat Palatynatu                       |                         |
| Elektor Hanoweru, 1777–1814             | Arcyskarbnik Rzeszy  | Erzschatzmeister | Archithesaurarius | Elektorat Hanoweru                         |                         |
|                                         | Arcychorąży Rzeszy   | Erzbannerträger  | Archivexillarius  | Elektor Hanoweru, 1708–1710 oraz 1714–1777 | Elektorat Hanoweru      |